# إيسوزو إم يو
إيسوزو إم يو هي سيارة رياضية متعددة الأغراض من صناعة إيسوزو أنتجت في 1989 وتوقف إنتاجها في 2004.